# Pogrom von Çorum
Der Pogrom von Çorum (türkisch Çorum Katliamı) ereignete sich am 4. Juli 1980 in der türkischen Provinz Çorum. Zwei Jahre nach dem Pogrom von Kahramanmaraş waren die Attacken erneut gegen die alevitische Bevölkerung der Türkei gerichtet, ebenfalls zu den Zielen gehörte die Partei Cumhuriyet Halk Partisi (CHP).
Am 27. Mai 1980 wurde in Eskişehir der Politiker Gün Sazak ermordet. Sein Tod führte zu landesweiten Demonstrationen der Grauen Wölfe, da Gün Sazak ein ranghohes Mitglied der nationalistischen Partei MHP war. Auch in der Stadt Çorum wurden Flugblätter verteilt, die sich gegen linke Parteien, die CHP und Aleviten richteten. Am 30. Mai 1980 kam es in verschiedenen alevitischen Wohnvierteln zu Auseinandersetzungen zwischen Sunniten und Aleviten, dabei wurden einige schwer verletzt. Es wurde eine Barrikade errichtet und ein Ausgehverbot erlassen.
Der Wendepunkt kam am 4. Juli 1980, als Mitglieder der Grauen Wölfe in der Stadt ein Gerücht in die Welt setzten, dass die Aleviten die Allaadin-Moschee im Stadtzentrum angegriffen und mit Tränengas attackiert hätten. An diesem Tag bis zum Morgen des 5. Juli wurden alevitische Wohnviertel und Dörfer angegriffen. Zahlreiche Menschen wurden schwer verletzt. 18 Menschen kamen dabei ums Leben, darunter Jugendliche und Frauen. Auch das Parteigebäude der CHP wurde schwer beschädigt. Es wurden Häuser in Brand gesetzt. Die Streitkräfte schickten zwei Heeresbataillone in die Provinz zur Unterstützung der Gendarmerie. Bis zum 9. Juli 1980 wurden 300 Personen verhaftet.
Nach dem Pogrom von 1980 kam es in der Stadt nicht mehr zu gewalttätigen religiösen Ausschreitungen.